# FP Волопаса
FP Волопаса (лат. FP Boötis) — двойная затменная переменная звезда типа W Большой Медведицы (EW)* в созвездии Волопаса на расстоянии приблизительно 1196 световых лет (около 367 парсеков) от Солнца. Видимая звёздная величина звезды — от +10,44m до +10,14m. Орбитальный период — около 0,6405 суток (15,371 часа). Возраст звезды определён как около 3,36 млрд лет.

## Характеристики
Первый компонент — белая звезда спектрального класса A5, или F0V. Масса — около 1,604 солнечной, радиус — около 2,31 солнечных, светимость — около 11,193 солнечных. Эффективная температура — около 6980 K.
Второй компонент — жёлто-белая звезда спектрального класса F. Масса — около 0,154 солнечной, радиус — около 0,774 солнечного, светимость — около 0,92 солнечной. Эффективная температура — около 6456 K.

## Планетная система
В 2019 году учёными, анализирующими данные проектов HIPPARCOS и Gaia, у звезды обнаружена планета.